# وحید تارخ
وحید تارخ یک مهندس برق و استاد دانشگاه است که مشارکت‌هایی در زمینه مخابرات، خصوصاً پردازش سیگنال برای مخابرات بی‌سیم انجام داده‌است. او فوق لیسانس خود را از دانشگاه وینزر کانادا و پی اچ دی خود را از دانشگاه واترلو کانادا دریافت کرد و هم‌اکنون استاد دانشگاه دوک است. همچنین پیشتر استاد ریاضیات کاربردی و عضو پیوسته ارشد مهندسی برق در مدرسه مهندسی و علوم کاربردی دانشگاه هاروارد بوده‌است.
تارخ دارای اختراعات مختلفی من‌جمله کدهای فضا و زمانی است.